# Здание Городского суда (Санкт-Петербург)
Здание Городского суда — построенное для Санкт-Петербургского городского суда здание в Московском районе Санкт-Петербурга.
Под постройку комплекса был выделен участок площадью 2,5 га на пересечении Новоизмайловского проспекта и Бассейной улицы, северо-восточный сектор.

## Строительство
До марта 2013 года городской суд располагался в исторических зданиях на набережной Фонтанки и на Галерной улице, которые, как выяснилось, не были приспособлены для деятельности этого учреждения.
Были построены главный, административный и архивный корпуса. Комплекс состоит из четырёх 5—8-этажных зданий, в которых устроены 40 залов для рассмотрения уголовных дел и 15 залов — для гражданских.
По сведениям на 12 мая 2008 года, общая площадь 55 887 м², по сведениям на 30 мая 2008 года — 63 000 м².
Строительство здания обошлось в 3,5 млрд рублей, которые были выделены из федерального бюджета. Детали для забора обошлись каждая в 2 миллиона рублей.
Новое здание городского суда планировалось построить к 2011 году; подрядчиком строительства является компания «Спецстрой России».
Торжественная закладка здания городского суда состоялась в конце мая 2008 года. На церемонии присутствовали Председатель Верховного суда РФ Вячеслав Лебедев и губернатор Санкт-Петербурга Валентина Матвиенко.
Переезд суда несколько раз переносился по разным причинам.
С марта 2013 года Санкт-Петербургский городской суд осуществляет свою деятельность в новом здании в полном объёме.
Во время строительства были допущены грубые нарушения строительно-технических норм, что привело к превышению в несколько десятков раз уровня вредных веществ в здании суда (таких как аммиак). При этом, переезд суда в здание опасное для жизни и здоровья человека не был остановлен, а работник, предъявивший иск Санкт-Петербургскому городскому суду, как к своему работодателя, естественным образом суд проиграл, при том, что экспертиза установила значительное превышение вредных веществ в рабочих кабинетах.